# Milton Dube
Milton Ross Dube est un homme politique nauruan.
Il fut élu député au Parlement national pour la première fois aux élections législatives de juin 2010, battant le député sortant Dantes Tsitsi dans la circonscription d'Aiwo. Il était le seul nouveau député pour cette législature, ses dix-sept collègues étant tous des sortants réélus,,.
Il n'y a pas de partis politiques opérant à Nauru, mais neuf députés soutenaient le Président Marcus Stephen, tandis que huit étaient membres de l'opposition. Dube s'était présenté à l'élection comme candidat indépendant, faisant campagne sur des questions intéressant les électeurs de sa circonscription. En particulier, il avait attiré l'attention sur la poussière de phosphate et autres questions environnementales résultant de l'industrie de séchage de phosphate à Aiwo. Ayant besoin du soutien de Dube pour obtenir une majorité absolue au Parlement, le gouvernement Stephen promit de déplacer cette industrie, et d'examiner la possibilité d'utiliser de nouvelles technologies pour minimiser les émissions de poussière de phosphate durant le séchage. Dube, toutefois, opta de rester indépendant, déclarant qu'il soutiendrait un côté ou l'autre ponctuellement lorsqu'ils proposeraient des politiques favorables aux habitants d'Aiwo,.
En novembre 2010, Dube se porta candidat à la présidentielle, devant les députés. Il fut battu par le sortant, Marcus Stephen, reconduit avec onze voix contre six pour Dube.
Le 10 novembre 2011, lorsque Marcus Stephen démissionna de la présidence, Milton Dube fut à nouveau candidat. Il fut à nouveau battu, recevant huit voix, alors que le candidat de la majorité, Frederick Pitcher, était élu avec neuf.
Il conserve son siège de député lors des législatives de 2013, de 2016 et de 2019, mais est battu dans sa circonscription d'Aiwo aux élections de 2022.